# Comuna Șevcenka, Litîn
Șevcenka (în ucraineană Шевченка) este o comună în raionul Litîn, regiunea Vinnița, Ucraina, formată din satele Lîsohirka, Medvedivka și Șevcenka (reședința).

## Demografie
Componența lingvistică a satului Șevcenka
     Ucraineană (100%)
Conform recensământului din 2001, toată populația satului Șevcenka era vorbitoare de ucraineană (100%).